# Марк, Герман Фрэнсис
Герман Фрэнсис Марк (англ. Herman Francis Mark; 3 мая 1895, Вена, Австро-Венгрия — 6 апреля 1992, Остин, Техас, США) — американский химик австрийского происхождения, обладатель множества учёных степеней и научных наград. Внёс значительный вклад в науку о полимерах, развил её как отдельную область химических знаний, разработал первую программу обучения науке о полимерах, был одним из главных создателей секции полимеров ИЮПАК.

## Биография

### Детство
Герман Фрэнсис Марк родился 3 мая 1895 года в Вене в семье врача Германа Карла Марка и его жены Лили Мюллер, где был вторым сыном. Юноша взрослел в окружении таких людей, как основатель психоанализа Зигмунд Фрейд, писатель Артур Шницлер, основоположник политического сионизма Теодор Герцль, которые ужинали вместе с его отцом у них дома. Марк увлекался лыжами и футболом, играл в составе сборной Австрии по футболу.
К занятию наукой Марка, по словам учёного, его сподвиг учитель математики и физики Франц Хлавати. На двенадцатилетнего Марка также оказала влияние экскурсия по лабораториям Венского Университета, которую организовал отец его друга Герхардта Кирша. Мальчики имели доступ к реактивам через своих отцов, и в раннем возрасте стали проводить опыты.

### Служба в армии (1913—1914)
В 1913 Марк окончил среднюю школу, и перед ним встал выбор — пойти сразу в университет, а потом пройти обязательную службу в армии, или наоборот. Марк решил сначала отслужить и пополнил ряды австрийской армии в качестве рядового в элитной высокогорной пехоте. Их расположение находилось в горах Южного Тироля. Марк находил армейскую жизнь вполне сносной, стал заядлым альпинистом. Летом 1914 года Марк планировал по окончании службы вернуться домой, однако начало Первой мировой войне задержало его в армии ещё на 5 лет.

### Первая мировая война (1914—1919)
Марк участвовал в боевых действиях на всех фронтах, был ранен несколько раз и награждён пятнадцатью медалями за храбрость. Когда итальянская армия захватила Монте-Ортигара, ему довелось вести контрнаступление, в ходе которого ценой больших потерь личного состава ключевая точка была отхвачена. Остаток войны Марк провёл в плену, будучи заключенным в женском монастыре близ Бари, где изучал языки и химию, которую начал учить двумя годами ранее, пока лежал в госпитале с ранением. В октябре 1919 года он узнал, что его отец болен, и, подкупив охрану, Марк отправился на поезде в Вену.

### Возвращение в Вену (1919—1921)

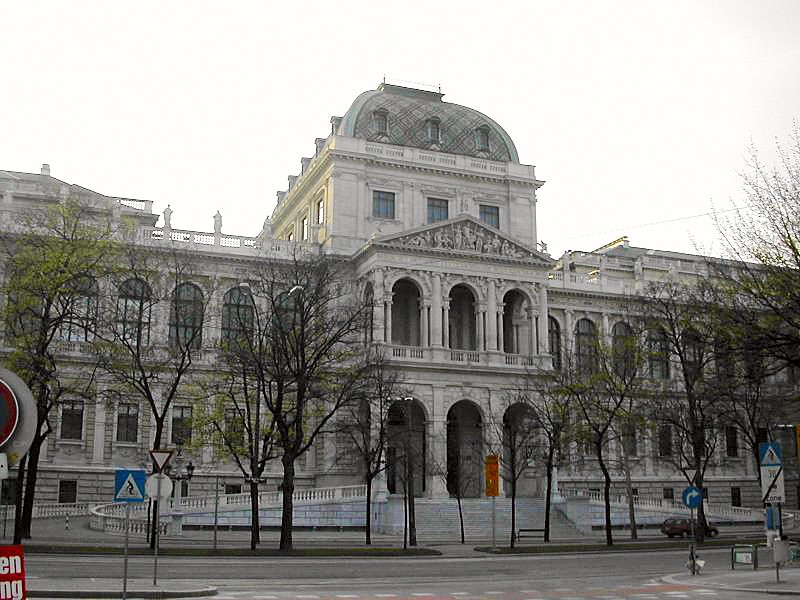
Венский университет

Вернувшись в Вену, Марк поступил в Венский университет и нагонял проведённое на фронте время, осваивая программу по три семестра в год. Он окончил университет в 1921 году, и получил степень доктора философии, защитив под руководством Вильгельма Шлёнка докторскую диссертацию о получении и свойствах пентафенилэтильного радикала. В 1921 году Шлёнку предложили должность заведующего кафедрой в Берлинском университете, которую ранее занимал нобелевский лауреат Эмиль Фишер. Шлёнк принял должность и пригласил Марка перейти в Берлинский университет вместе с ним.

### Научная карьера
На протяжении своей научной деятельности Марк работал с такими видными учёными, как Вильгельм Шлёнк — его научный руководитель в Вене, Макс Перуц, у которого он преподавал физическую химию, Лайнус Полинг, которого Марк познакомил с методом электронной дифракции. По его словам, он совершил более пятисот поездок по всему миру, читая лекции в университетах и промышленных лабораториях.

#### Общество кайзера Вильгельма (1922—1926)

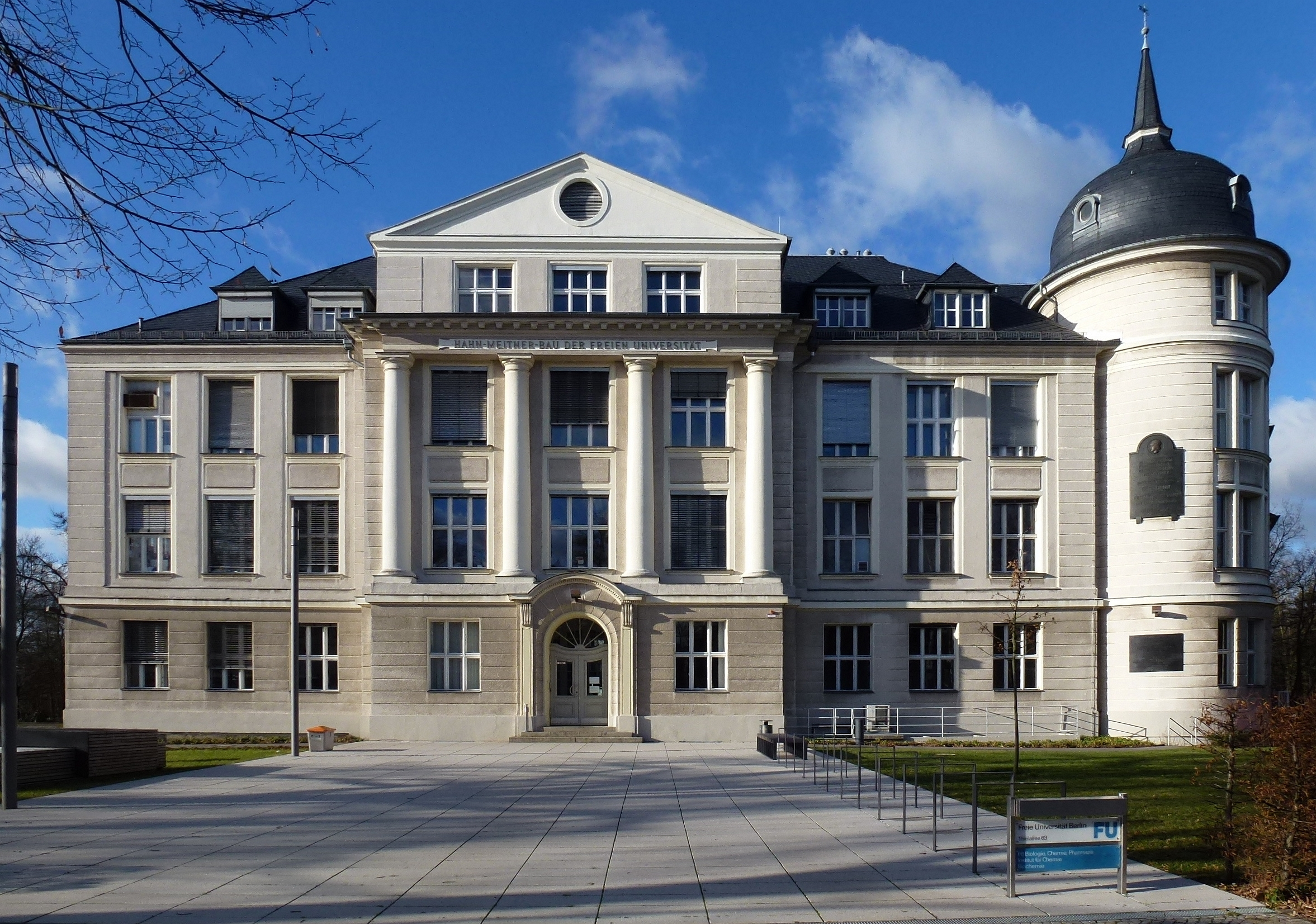
Здание химического института ОКВ

Спустя год, после того как Марк прибыл в Берлин, директор Общества кайзера Вильгельма (ОКВ) Фриц Габер по рекомендации Шлёнка принял молодого учёного на должность химика-органика в Институт исследования волокон при ОКВ в Далеме. Марк работал в группе Майкла Полани, которая занималась рентгеноструктурным анализом.
Среди исследований, проведённых Марком в группе Полани, были:
- изучение модуля упругости целлюлозных волокон, в ходе которого они обнаружили образование кристаллоподобных структур, ориентированных вдоль волокон — аналогичные структуры наблюдались при холодном волочении металлической проволоки. Так группа приступила к детальному анализу изменений, сопровождающих холодное волочение цинковой проволоки[8]
- кристаллографическое исследование молекулы уротропина (1923)[9] — одной из первых сравнительно сложных органических молекул в то время;
- исследование структуры графита (1924), в ходе которого он убедился, что ковалентная связь может распространяться за пределы элементарной ячейки
- исследование особенностей поведения щавелевой кислоты в растворе (1924);
- исследование двойного лучепреломления в каломели (1926), причину которого он нашёл в её кристаллической структуре;
- исследование диоксида углерода (1925—1926), в ходе которого он установил длину связи углерод—кислород;
- его данные о сравнении структуры этана и диборана (1925)[10] показали, что эти молекулы имеют одинаковую геометрию[к 1];
- внёс вклад в исследование таких проблем физики, как естественная ширина[11], коэффициент преломления и поляризация рентгеновских лучей[12], Эффект Штарка[13] и эффект Комптона[14].

#### И. Г. Фарбениндустри (1926—1932)

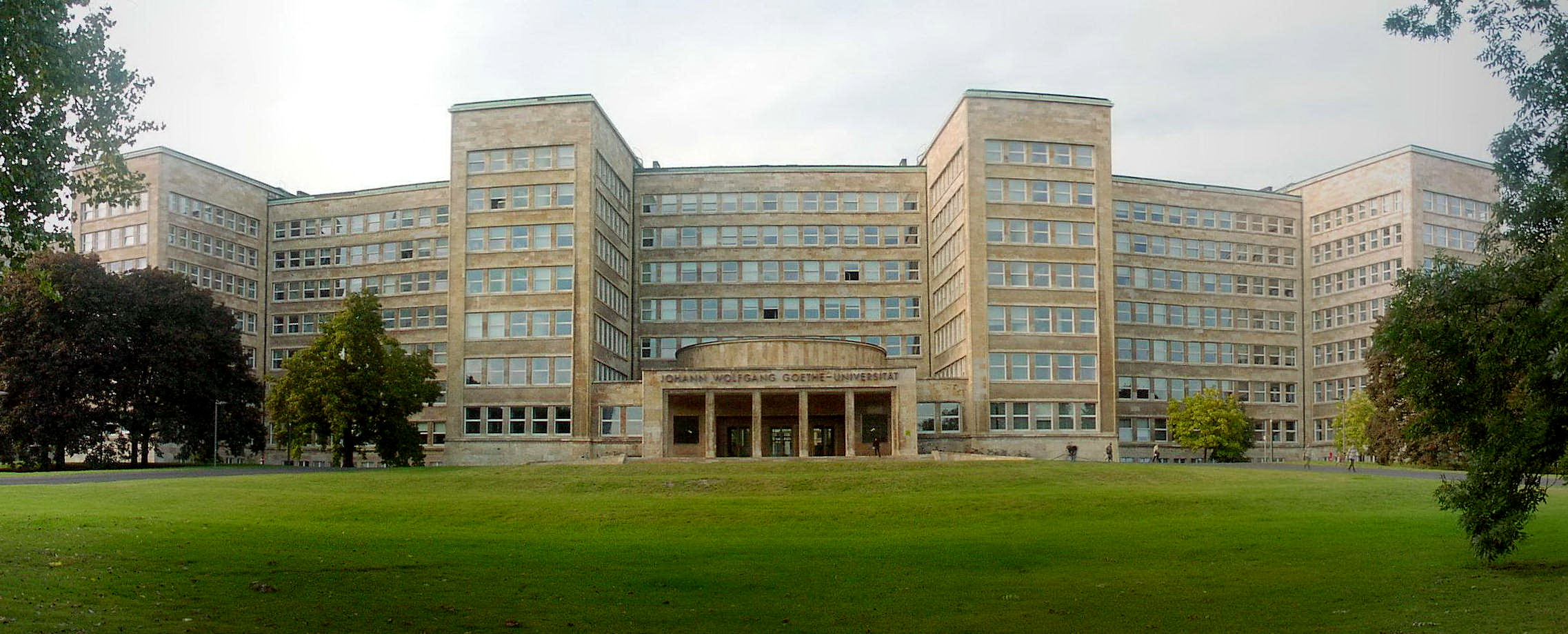
Штаб-квартира во Франкфурте-на-Майне

В первой половине XX века корпорация IG Farben производила значительные количества вискозы и ацетилцеллюлозы и располагала хорошо оборудованными лабораториями для проведения фундаментальных исследований. В 1926 году директор IG Farben Мейер К.Г. пригласил Марка возглавить лабораторию по исследованию высокомолекулярных соединений в Людвигсгафене. Марк исследовал целлюлозу, полистирол, поливинилхлорид и некоторые из первых синтетических каучуков.
Вклад Марка в науку за время работы в Людвигсгафене:
- вместе с Мейером в 1928 году нашёл решение кристаллографической структуры целлюлозы, которое показало, что целлюлоза представляет длинные цепочки, состоящие из остатков глюкозы, и которое было в согласии с данными химического анализа[16]
- решил кристаллографическую структуру натурального каучука совместно с коллегой Г. фон Зузихом, на основании чего было установлено, что двойная связь в полимере имеет цис-конфигурацию[17]
- показал, что промышленно изготавливаемые полимеры по прочности не достигают 10 % предела прочности, рассчитанного Марком для идеального волокна на основе кристаллографических данных. Он объяснил это различными дефектами реального волокна
- впервые провёл электронографические исследования газов, определив длины и углы связей в таких соединениях, как тетрахлориды углерода и германия, бензол, циклогексан, цис- и транс-1,2-дихлорэтилен. Ещё в 1930 году Марк отметил, что полученные данные противоречат идее о свободном вращении в 1,2-дихлорэтилене.

В 1932 году член совета директоров IG Farben Вильгельм Гауз предупредил Марка, который был иностранцем с еврейскими корнями, что ввиду возможного прихода к власти партии Гитлера Марк может столкнуться с серьёзными трудностями, работая в корпорации, и предложил ему перейти на академическую работу.

#### Вена (1932—1938)
В 1932 году Марку предложили должность профессора физической химии и директора первого химического института в Венском университете, где он поставил своей целью создать институт по исследованию полимеров и программу обучения химиков-полимерщиков. К 1936 году он успешно справился с созданием программы подготовки специалистов в области полимерной химии. Марк сконцентрировал свои усилия на исследовании кинетики и механизмов полимеризации, поскольку хотел помочь промышленности. Его программа обучения вскоре стала известна в кругах промышленников и среди студентов со всего мира; студенты, прошедшие обучение по этой программе были востребованы на производстве. Совместно с Юджином Гутом Марк сформулировал статистическую теорию эластичности сшитых каучуков.
В 1935 году Марк решил совместить свои научные интересы с увлечением альпинизмом, которое он приобрёл ещё во время службы в армии. Для этого он уговорил друзей из Академии наук СССР организовать экспедицию на высочайшую вершину Кавказских гор с целью определить, накапливается ли в ледниках дейтерий. Полученные результаты были неоднозначными, однако участники экспедиции остались довольными.
В ходе очередного политического переворота в 1938 году армия Гитлера оккупировала Австрию, Марка лишили занимаемой должности и арестовали гестаповцы за отношения с его боевым товарищем канцлером Энгельбертом Дольфусом, который боролся за независимость Австрии и был убит нацистами при попытке переворота в 1934 году. Марка допрашивали о его работе в IG Farben и отношениях с Дольфусом. Спустя четыре дня учёного выпустили из тюрьмы, однако изъяли его паспорт и переписку с Эйнштейном. Чтобы вернуть паспорт, Марк обратился к бывшему однокласснику, влиятельному человеку при новом режиме, за услугой, которая обошлась ему в годовое жалование профессора.
Учёный решил перебраться вместе с семьей в Канаду, Хоксбери, куда его в сентябре 1937 года на встрече в Дрездене пригласил Карл Б. Торн, управляющий директор завода Canadian International Paper Company, на должность руководителя научно-исследовательской работы. Торн писал Марку и ранее, наслышанный о его профессиональных качествах, ещё в мае 1937 года. Он писал, что растут запросы потребителей и конкуренция на рынке, что лаборатории завода устаревают и он заинтересован в том, чтобы Марк возглавил его лаборатории. Тогда Марк не смог принять предложение, но выразил готовность в реорганизации лаборатории и обучению сотрудников новшествам в области полимеров, а также время от времени ездить с консультациями на завод. Однако Торн хотел, чтобы Марк работал в компании на постоянной основе. Тогда Марк ещё не знал, что это предложение станет его спасительным мостом из оккупированной страны.
Так Марк начал готовиться к выезду. Он постепенно делегировал свои обязанности коллегам. Чтобы провезти через границу ценные вещи, он тайно закупил платиновую и иридиевую проволоку на сумму около 50 тыс. долларов и делал из неё вешалки для одежды. В конце апреля вместе с женой и двумя сыновьями Марк покинул страну с нацистским флагом на радиаторе и лыжами на крыше его автомобиля под видом поездки в Швейцарию на горнолыжный курорт. На следующий день они прибыли в Цюрих, откуда двинулись через Францию в Англию. Из Англии Марк направился морем в Монреаль, куда прибыл 26 сентября 1938 года. Спустя несколько недель к нему присоединилась его семья.

#### Жизнь в Канаде и США (1938—1992)

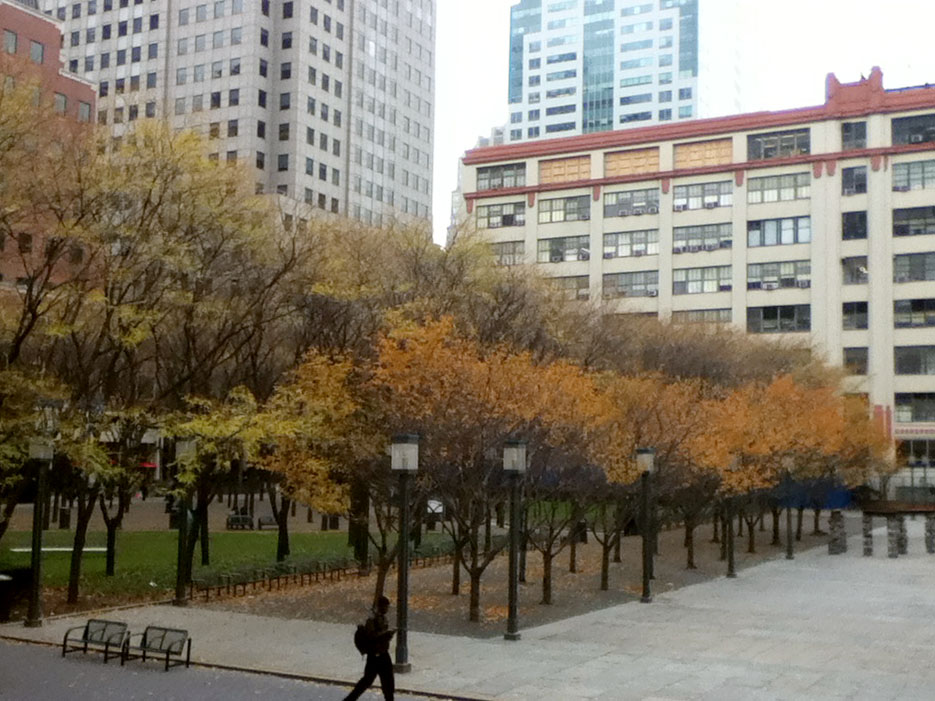
Roger’s Hall главный учебный корпус Политехнического Института

Марк проработал в Хоксбери два года, которые он посвятил улучшению процессов обработки и изготовления целлюлозы, ацетилцеллюлозы и вискозы. Особенно сложной оказалась работа над вискозой из-за требований стандартов шинной промышленности, где она начала использоваться в качестве корда. В ходе этой работы Марк приобрёл полезные связи в DuPont, которые помогли ему получить в 1940 году место адъюнкт-профессора в лаборатории в Бруклинском политехническом институте и должность консультанта в DuPont, когда возможности старой лаборатории стали недостаточны для удовлетворения его научных интересов.
В Бруклине Марка назначили в группу Shellac Bureau под руководством Уильяма Гарднера. Исследования спонсировала U.S. Shellac Import Organization, которая была заинтересована в заменителях шеллака из Индии и Индонезии, ввиду возможного прекращения поставок из-за угрозы войны с Японией. Здесь как нельзя кстати пригодился исследовательский опыт, приобретённый в IG Farben, где Марк работал с полимерами, похожими по свойствам на шеллак.
Потребности Shellac Bureau позволили Марку внедрить курс изучения полимеров в Бруклинском политехе. Большую помощь ему оказали преподаватели известный в то время кристаллограф Исидор Фанкюхен,; химик-технолог и будущий мультимиллионер-филантроп Дональд Отмер и директор института Гарри Роджерс. При поддержке Роджерса и главы химического факультета Рэймонда Кирка Марк немедленно приступил к преподаванию курса общей химии полимеров.
В начале своей работы в Бруклине Марк получил от своего коллеги Исидора Фанкюхена ироничное прозвище «Der Geheimrat», что означает в переводе «тайный советник», но в немецких университетах оно имело особое, непереводимое значение. Этот титул давался немецкими кайзерами выдающимся учёным, однако вызывал в голове образ напыщенного, помпезного профессора. Поскольку Марк являл собой полную противоположность этому образу, прозвище неотрывно закрепилась за Марком.
Годы работы в Бруклине пришлись на Вторую мировую войну, и Марк принял участие в нескольких военных проектах, среди которых был снегоход M29 Weasel, десантное судно Ducq и ледяная посадочная плавучая площадка, над которой также работал сын Марка — Ханс.
Поле работы Марка в Бруклине сильно расширилось. У него были контракты на исследования с Office of Scientific Research and Development, в ходе которых он взял себе в ученики А. В. Тобольского, Пола Доти и Бруно Зимма. Хотя на тот момент никто из них не работал с высокомолекулярными соединениями, позже они стали ведущими специалистами по исследованию полимеров. Под влиянием Марка такие одарённые ученики как Самуэль Кримм и Р. С. Штайн сделали карьеру в тогда ещё непопулярной области науки.
В 1947 году был основан Институт исследования полимеров. Под руководством Марка была разработана программа обучения студентов. Им же были организованы еженедельные субботние симпозиумы, на которых выступали видные ученые и которые повысили престиж Бруклинского политехнического института как места концентрации и развития знаний о полимерах. Марк также организовал интенсивные летние курсы по полимерной науке, на которые приглашал учёных и промышленников.
В 1962 году Марк посетил Японию, когда его пригласили представить лекцию о полимерах японскому императору. Обычно практикой было приглашать нобелевских лауреатов, но в случае Марка это была особая честь, так как он не был обладателем этой награды.
В 1972 году Марк стал одним из первых американцев, которые посетили коммунистический Китай.
Когда Марку исполнилось 70 лет, он прекратил читать постоянный курс лекций в Бруклинском политехе, однако каждый год выступал с докладом «What is new in polymers», в котором делился своими наблюдениями и знаниями, полученными в ходе его многочисленных путешествий по всему миру.

## Основные труды
- Kurt H. Meyer and H.Mark, Der Aufbau der hochpolymeren organischen Naturstoffe, 1930
- H. Mark, Physik und Chemie der Zellulose, 1932
- H. Mark, Physical Chemistry of High Polymers, 1938
- H. Mark, Giant Molecules, в серии Life Science Library, 1966
- H. Mark (ed.), Encyclopedia of polymer science and technology, vv. 1—15, 1964—1972

## Признание
Марк — обладатель почетных степеней во множестве университетов, таких как университет Льежа, Уппсалы, Берлина, Вены, Мадрида, Праги, Техниона в Хайфе. Член Королевского Института, Национальной Академии Наук и Советской Академии Наук.

### Награды
- Медаль Герца, 1928
- Медаль Вильгельма Экснера, 1934
- Медаль Николса[англ.], 1960[20]
- Медаль Эллиота Крессона, 1966
- Австрийский почётный знак «За науку и искусство», 1966
- Премия Уилларда Гиббса, 1975[21]
- Премия Гумбольдта, 1978
- Национальная научная медаль США, 1979
- Премия Вольфа по химии, 1979
- Медаль Перкина, 1980
- Национальная научная медаль, 1980
- Премия Майкельсона — Морли[англ.], 1989

Полный список достижений и наград можно посмотреть здесь

## Семья
Герман Фрэнсис Марк был женат на Мэри (Мими) Шрамек. У них было два сына, старшего звали Ганс.